# Nürnberg bymur
Nürnbergs bymur er en middelalderlig forsvarsmur, der omgiver den gamle by i Nürnberg, Tyskland.
Opførslen startede i 1100-tallet og blev officielt afslutte ti 1500-tallet. Murene er omkring 5 km lange (hvoraf ca. 4 km stadig er bevaret) og omkranser den gamle by. Sammen med Nürnberger Burg bliver bymuren betragtet som et af Europas mest imponerende middelalderlige fæstningsværker.
Muren er en af de vigtigste monumenter i Nürnberg. Mod nord er den store borg fuldt integreret i fæstningen.